# Chenopodium gaudichaudianum
Chenopodium gaudichaudianum là loài thực vật có hoa thuộc họ Dền. Loài này được (Moq.) Paul G.Wilson mô tả khoa học đầu tiên năm 1983.